# Лискуни
Лискуни или тињци су група плочастих силикатних (филосиликатних) минерала која обухвата неколико сродних материјала са скоро перфектном калавошћу. Сви су моноклинични, са тенденцијом према псеудохексагоналним кристалима, и слични су у погледу хемијске композиције. Лискун је уобичајен у магматским и метаморфним стенама и повремено се налази као мале љуспице у седиментној стени. Посебно је истакнут у многим гранитима, пегматитима и шкриљцима, а „громаде“ (велики појединачни кристали) лискуна неколико стопа у пречнику пронађене су у неким пегматитима. Скоро перфектна калавост, која је најпроминентнија карактеристика лискуна, се објашњава хексагоналним аранжманом атома који је налик на плоче.
Лискуни се користе у мноштву продуката у широком опсегу кијим су обухваћене гипсане плоче, боје, пуниоци, посебно за аутомобилске делове, кровни материјали и шиндре, електроника etc.
Енглески назив mica је изведен од латинске речи mica, са значењем мрвица, и вероватно је био под утицајем појма micare, „блистати”.

## Класификација
Хемијски, лискунима се може дати општа формула
X2Y4–6Z8O20(OH, F)4,
у којој
X је , , или  или ређе , , или ;
Y је , , или  или ређе , , , , etc.;
 је углавном  или Al, али исто тако може да обухвата 3+ или Ti.
Структурно, лискуни се могу класификовати као диоктаедрални (Y = 4) и триоктаедрални (Y = 6). Ако је X јон K или Na, лискун је обични лискун, док ако је X јон Ca, лискун се класификује као крти лискун.

### Диоктаедрални лискуни
- Мусковит[11]
- Парагонит

### Триоктаедрални лискуни
Чести лискуни:
- Биотит[11]
- Лепидолит
- Флогопит
- Цинвалдит

Крти лискуни:
- клинтонит

### Међуслојно-дефицијентни лискуни
Веома ситнозрнасти лискуни, који обично показују више варијација у садржају јона и воде, неформално се називају „глински лискуни”. То укључује:
- Хидро-муковит са  заједно са K у X позицији;
- Авалит са K недостатком у X позицији и кореспондирајуће више Si у Z позицији;
- Фенгит са Mg или Fe2+ заменом за Al у Y позицији и кореспондирајућим увећањем садржаја Si у Z позицији.

Серицит је име за веома фина, рапава зрна и агрегате белог (безбојног) лискуна.

## Појава и производња
Лискун је широко распрострањен и јавља се у магматским, метаморфним и седиментним режимима. Велики кристали лискуна који имају разне видове примена обично се ваде из гранитних пегматита.
Све до 19. века, велики кристали лискуна били су прилично ретки и скупи услед ограниченог снабдевања у Европи. Међутим, њихова цена драстично је опала када су током 19. века пронађене и ископаване велике резерве у Африци и Јужној Америци. Највећи документовани појединачни кристал лискуна (флогопита) пронађен је у руднику Лејси, Онтарио, Канада; његове размере су биле 10 m × 43 m × 43 m (33 ft × 141 ft × 141 ft) и тежио је око 330 t (320 long tons; 360 short tons). Кристали сличне величине пронађени су у Карелији, Русија.
Британски геолошки преглед је известио да је према подацима из 2005, округ Кодерма у држави Џарканд у Индији имао највећи депозит лискуна на свету. Кина је била водећи произвођач лискуна са готово трећином глобалног удела, чему блиско следе САД, Јужна Кореја и Канада. Велика лежишта лискуна су кориштена у Новој Енглеској од 19. века до 1970-их. Велики рудиници су постојали у Конектикату, Њу Хемпширу и Мејну.
Отпадни и љускасти лискун се производи широм света. Године 2010, главни произвођачи били су Русија (100.000 тона), Финска (68.000 тона), Сједињене Државе (53.000 тона), Јужна Кореја (50.000 тона), Француска (20.000 тона) и Канада (15.000 тона). Укупна светска производња била је 350 000 тона, иако подаци за Кину нису били доступни. Највише листастог лискуна произведено је у Индији (3.500 т) и Русији (1.500 т). Љускасти лискун долази из више извора: метаморфне стене назване шкриљац као нуспроизвод обраде фелдспарских и каолинских ресурса, из речних депозита и пегматита. Плочасти лискун је знатно мање изобилан од љускастог и отпадног, и повремено се налази при ископавању љускастог и отпадног лискуна. Најважнији извори плочастог лискуна су наслаге пегматита. Цене плоча лискуна варирају у зависности од разреда и могу се кретати од мање од $1 по килограму за лискун ниског квалитета до више од $2.000 по килограму за најквалитетнији.
На Мадагаскару се лискун такође занатски вади, у лошим радним условима и уз помоћ дечијег рада.

## Рана историја
Људска употреба лискуна датира још из праисторије. Лискун је био познат древној индијској, египатској, грчкој, римској и кинеској цивилизацији, као и цивилизацији Астека Новог света.
Неколико километара североисточно од Мексико Ситија налази се древни локалитет Теотихуакан. Лискун је пронађен у комплексу племићке палате „Викиншка група“ током ископавања које је водио Педро Армилас између 1942. и 1944. године. Касније је други депозит лоциран у комплексу Ксала, још једној палатинсој структури источно од Улице мртвих. Постоји тврдња да је лискун пронађен унутар пирамиде сунца, а потиче од Питера Томпкинса у његовој књизи Мистерије мексичких пирамида. Али то још није доказано.
Пахуљице лискуна (који се на урду језију називају абрак и пишу као ابرک) су се такође користе у Пакистану за улепшавање женске летње одеће, посебно дупата (дугачке лагане мараме, често шарене и одговарају хаљини).

### Лискун прах
Прах лискуна се такође користи као декорација у традиционалном јапанском штампању дрвеним блоковима, јер када се нанесе на влажно мастило са желатином као згушњивачем техником киразури и остави да се осуши, искри и рефлектује светлост. Ранији примери су пронађени међу папирним украсима, са делима као што су Ниши Хонганџијевих 36 колекција песама, кодексима илуминираних рукописа. За металични сјај, Укијо-е отисци су користили веома густ раствор било са или без пигмента у боји нанесених на укоснице, оштрице мачева или рибље крљушти на шаранским тракама шаранским тракама (鯉のぼり Коинобори).
Земљиште око Нишија у централном Јапану богато је наслагама лискуна, који је ископаван већ у периоду Нара. Јацуомотско посуђе је врста локалне јапанске грнчарије из тог предела. После инцидента на планини Јацуомоте, би било понуђено мало звонце да умири камије. Като Кумазо је започео локалну традицију где су мала керамичка зодијачка звона (きらら鈴) прављена од локалног лискуна умешаног у глину, а након печења у пећи, звоно би давало пријатан звук када би се зазвонило.

### Медицина
Ајурведа, хиндуистички систем древне медицине који је преовладавао у Индији, укључује пречишћавање и обраду лискуна у припремању Абрака басме, за коју се тврди да је лек за болести респираторног и дигестивног тракта.